# Felix Kröcher

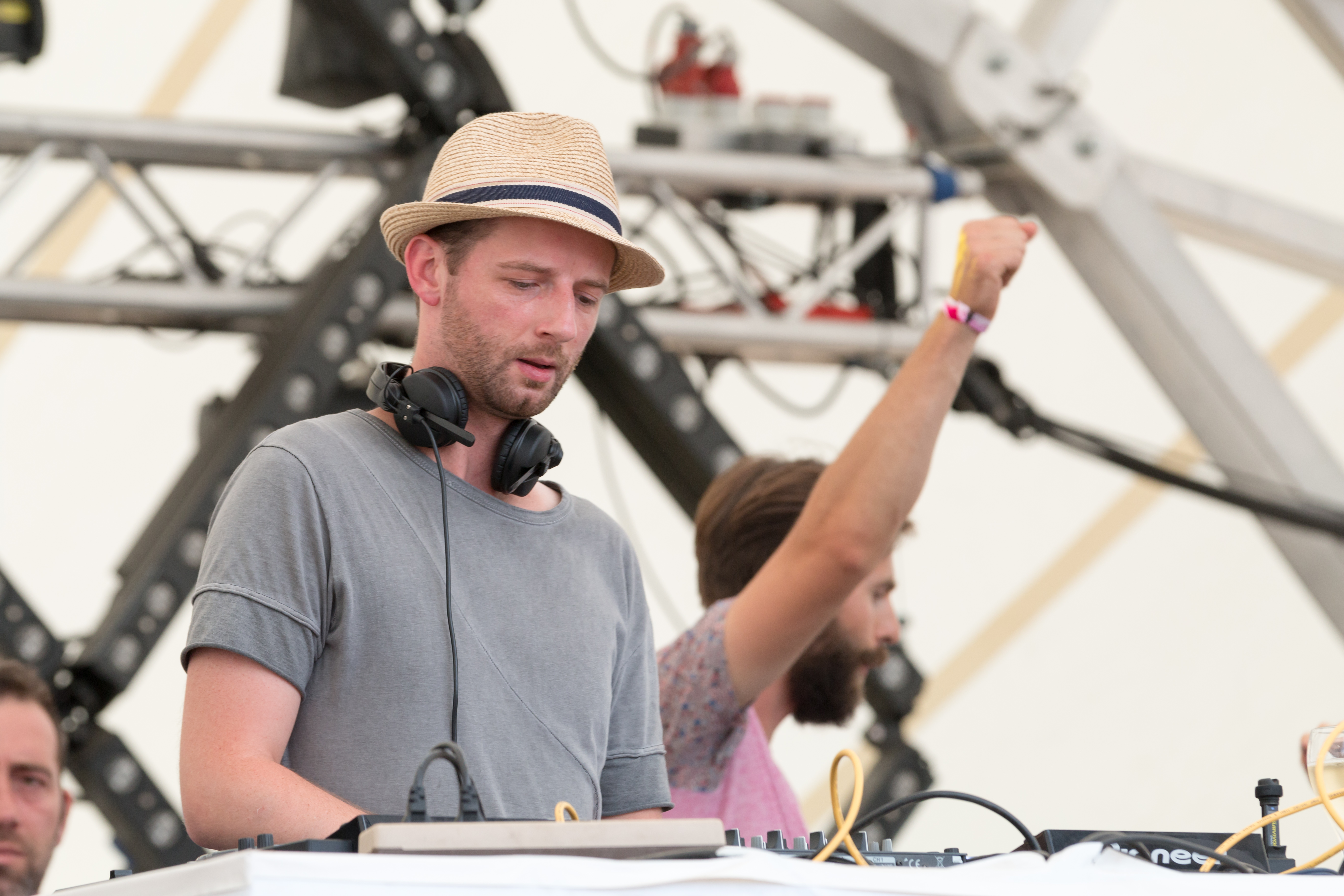
Felix Kröcher 2015

Felix Kröcher (Frankfurt am Main, 1 december 1983) is een hard-tekno-dj.

## Doorbraak
Felix Kröcher werd in 2006 in een peiling onder de lezers van het muziektijdschrift Raveline verkozen tot beste nieuwe dj en legde beslag op de derde plaats in de categorie compilaties met zijn mix-cd When The Going Gets Tough.